# Хиль Бралтар
«Хиль Бралтар» (фр. Gil Braltar) — рассказ французского писателя Жюля Верна, впервые появившийся на французском языке  3 октября 1887 года в приложении к роману «Дорога во Францию» (Le Chemin de France) издательства Пьера-Жюля Этцеля.

## Сюжет
Армия обезьян маготов под предводительством своего необычного вождя осаждают английскую крепость Гибралтар. Крепость является наиболее укреплённой в Гибралтарском проливе между Европой и Африкой и управляется генералом МакКекмэйлом.
Армия обезьян ночью захватывает крепость на Пиренейском полуострове благодаря хитрости испанца Хиля Бралтара, нарядившегося обезьяной. Теперь крепость перенаселена. Генерал со своей стороны прибегнул к той же хитрости и из-за своей уродливой внешности неотличим от настоящей обезьяны. В плаще из меха обезьяны он выводит обезьян обратно из крепости.

## История создания
Рассказ является сатирой Жюля Верна на британский колониализм. Вывод Верна в этой истории состоит в том, что отправка самых уродливых генералов в Гибралтар в будущем обеспечит владения англичанам.